# Гауи
Гауи (фр. Gaoui) — деревня в Чаде, расположенная на территории региона Шари-Багирми.

## Географическое положение
Деревня находится в юго-западной части Чада, в правобережной части долины реки Шари, на высоте 299 метров над уровнем моря.
Населённый пункт расположен на расстоянии приблизительно 4 километров к северо-востоку от столицы страны Нджамены.

## Климат
Климат города характеризуется как полупустынный жаркий (BSh в классификации климатов Кёппена). Среднегодовая температура воздуха составляет 28,2 °C. Средняя температура самого холодного месяца (января) составляет 23,2 °С, самого жаркого месяца (апреля) — 32,9 °С. Расчётная многолетняя норма осадков — 451 мм. В течение года количество осадков распределено неравномерно, основная их масса выпадает в период с мая по октябрь. Наибольшее количество осадков выпадает в августе (157 мм).

## Транспорт
Ближайший аэропорт расположен в Нджамене.